# Plage de la Souris Chaude
La plage de la Souris Chaude est une plage de l'île de La Réunion, département d'outre-mer français sur le sud-ouest de l'océan Indien. Située sur la façade littorale de la commune de Trois-Bassins, dans l'ouest de l'île, elle doit son nom au lieu-dit qui s'est développé autour d'elle, la Souris Chaude. Sur cette plage se pratique le naturisme, bien que cette pratique ne soit pas officiellement reconnue sur l'île.